# Камбанка и изгубеното съкровище
„Камбанка и изгубеното съкровище“ (на английски: Tinker Bell and the Lost Treasure) американски компютърно анимиран филм от 2009 г. Това е вторият филм от поредицата Камбанка. Филмът излиза на DVD през 15 октомври 2009 г.

## Синхронен дублаж

### Озвучаващи артисти
| Роля                         | Изпълнител |
| ---------------------------- | --- |
| Камбанка                     | Марина Димитрова                                                                                                   |
| Терънс                       | Деян Ангелов |
| Кралица Клариса              | Симона Нанова |
| Фея Мери                     | Елизабет Радева |
| Сребърна мъгла               | Здрава Каменова |
| Иридеса                      | Лина Шишкова |
| Розета                       | Соня Костадинова                                                                                                   |
| Вивета                       | Златина Тасева |
| Бобъл                        | Живко Джуранов |
| Дрън                         | Росен Русев |
| Лирия                        | Милица Гладнишка                                                                                                   |
| Министър на есента Г-н Бухал | Георги Стоянов |
| Нисък трол                   | Стефан Стефанов |
| Висок трол                   | Здравко Димитров                                                                                                   |
| Фея Гари                     | Стефан Сърчаджиев                                                                                                  |
| Диктор                       | Петя Абаджиева |
| Стоун                        | Иван Балсамаджиев                                                                                                  |
| Виола Френска фея            | Таня Михайлова |
| Други гласове                | Златина Тасева Милица Гладнишка Иван Балсамаджиев Мирослав Цветанов                                                |
| Хор                          | Весела Делчева Милица Гладнишка Пламена Гиргинова Цветелина Коцева Атанас Сребрев Владимир Михайлов Илиян Парасков |

### Песни
| Песен          | Изпълнител           |
| -------------- | -------------------- |
| Щом повярваш   | Любена Нинова Хор    |
| Приказен порой | Милица Гладнишка Хор |

### Екип
| Обработка              | Записът е осъществен в студио: Александра Аудио Продуцент на българската версия: Disney Character Voices International |
| ---------------------- | --- |
| Режисьор на дублажа    | Таня Михайлова |
| Превод                 | Милена Иванова |
| Музикален режисьор     | Десислава Софранова |
| Превод на песните      | Десислава Софранова Цветомира Михайлова                                                                                |
| Тонрежисьори на записа | Димитър Русев Пламен Чернев                                                                                            |
| Микс студио            | Shepperton International                                                                                               |
| Творчески директор     | Венета Янкова |